# ヘスス・エスパニャ

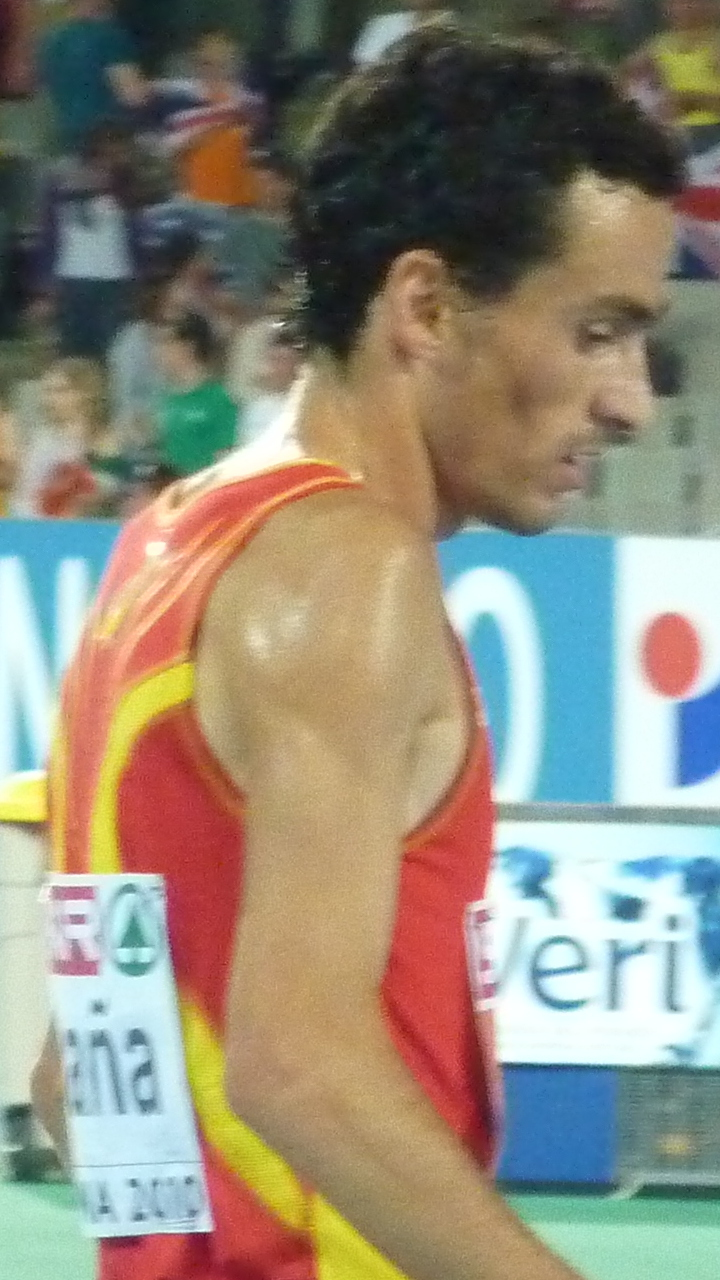
ヘスス・エスパニャ（2010年）

ヘスス・エスパニャ（Jesús España Cobo、1978年8月21日 - ）はスペインの陸上競技選手、専門は中・長距離走。北京オリンピック男子5000mスペイン代表。身長173cm、体重56kg。マドリード・バルデモロ出身。ファーストネームはエスパニャ、ミドルネームはコボ（人名参照）。
マドリード県バルデモーロ出身。
2006年ヨーロッパ陸上競技選手権大会5000mでは、ゴール直前でかろうじてモハメド・ファラーを抜き去り優勝。2008年北京オリンピック5000mでは13分55秒94の記録で14位となった。
世界陸上競技選手権大会には2度出場し、2007年大阪大会5000mでは13分50秒55の記録で7位に入賞、2009年ベルリン大会5000mでは10位となった。世界室内陸上競技選手権大会でも優れた成績を残し、2003年バーミンガム大会3000m4位、2010年ドーハ大会3000m6位となった。

## 主な戦績
| 年度 | 大会名                             | 開催地       | 順位 | 距離  |
| ---- | ---------------------------------- | ------------ | ---- | ----- |
| 2002 | ヨーロッパ室内陸上競技選手権大会   | ウィーン     | 3位  | 3000m |
| 2002 | ヨーロッパ陸上競技選手権大会       | ミュンヘン   | 11位 | 5000m |
| 2003 | 世界室内陸上競技選手権大会         | バーミンガム | 4位  | 3000m |
| 2003 | IAAFワールドアスレチックファイナル | モンテカルロ | 9位  | 3000m |
| 2006 | ヨーロッパ陸上競技選手権大会       | イェーテボリ | 優勝 | 5000m |
| 2006 | IAAFワールドカップ                 | アテネ       | 6位  | 3000m |
| 2007 | ヨーロッパ室内陸上競技選手権大会   | バーミンガム | 3位  | 3000m |
| 2007 | 世界陸上競技選手権大会             | 大阪         | 7位  | 5000m |
| 2008 | 北京オリンピック                   | 北京         | 14位 | 5000m |
| 2009 | ヨーロッパ室内陸上競技選手権大会   | トリノ       | 3位  | 3000m |
| 2009 | 世界陸上競技選手権大会             | ベルリン     | 10位 | 5000m |
| 2010 | 世界室内陸上競技選手権大会         | ドーハ       | 6位  | 3000m |
| 2010 | ヨーロッパ陸上競技選手権大会       | バルセロナ   | 2位  | 5000m |
| 2011 | 世界陸上競技選手権大会             | 大邱         | 12位 | 5000m |

## 記録
- 1500m - 3分36秒53（2002年）
- 3000m - 7分38秒26（2006年）
- 5000m - 13分04秒73（2011年）
- 10000m - 28分26秒27（2012年）